# Hecklingen
Hecklingen es una población del distrito de Salzland, en Sajonia-Anhalt, Alemania. El río Bode cruza la población, que está situada aproximadamente a 4 km al oeste de Staßfurt, y 12 km al noreste de Aschersleben.

## Relaciones internacionales
Hecklingen está hermanada con:
- Polonia: Nisko